# Georgij (Vojtovič)
Georgij (světským jménem: Jurij Feodosjevič Vojtovič; * 24. září 1964, Pinsk) je běloruský duchovní Běloruské pravoslavné církve a biskup pinský a luniněcký.

## Život
Narodil se 24. září 1964 v Pinsku.
Po střední škole č. 10 v rodném městě studoval na technickém učilišti. Poté absolvoval povinnou vojenskou službu. Po demobilizaci pracoval jako designér. Od roku 1984 sloužil v chrámu svatých Cyrila a Metoděje ve vesnici Pahost-Zaharodski a následně v chrámu svaté Barbory v Pinsku.
Dne 28. prosince 1986 byl metropolitou minským a běloruským Filaretem (Vachromejevem) rukopoložen na diákona. Stal se diákonem chrámu Povýšení svatého Kříže v Luninci. Sloužil také v chrámu Svaté Trojice ve vesnici Bezdzeš a v chrámu Proměnění Páně v sídle Lahišyn.
Dne 13. května 1990 jej biskup pinský a luniněcký Stefan (Korzun) rukopoložil na jereje a byl určen pro službu v chrámu Nanebevstoupení Páně ve vesnici Moladava. Od stejného roku studoval na Minském duchovním semináři. Dne 22. listopadu 1991 byl jmenován ekonomem pinské eparchiální správy.
Dne 20. března 1992 přijal mnišský postřih se jménem Georgij. Od roku 1993 byl duchovním ženského monastýru svaté Barbory v Pinsku. Studoval také na Moskevské duchovní akademii. Dne 9. března 1999 byl povýšen na igumena a 26. září 2004 na archimandritu.
Dne 27. května 2022 jej Svatý synod zvolil biskupem pinským a luniněckým. Biskupská chirotonie proběhla 2. června v chrámu Nanebevstoupení Páně u Nikitských vrat v Moskvě. Hlavním světitelem byl patriarcha moskevský a celé Rusi Kirill.